# 静岡県道153号御殿場停車場線
静岡県道153号御殿場停車場線（しずおかけんどう153ごう ごてんばていしゃじょうせん）は、静岡県御殿場市にある一般県道である。

## 概要

### 路線データ
- 起点 : 静岡県御殿場市 JR御殿場線御殿場駅前
- 終点 : 同市茱萸沢 国道246号交点（通称：ぐみ沢丸田）

## 通過する自治体
- 静岡県
  - 御殿場市

## 接続する道路
- 国道246号
- 静岡県道23号御殿場富士公園線
- 静岡県道394号沼津小山線